# Пэрри, Дик
Ричард «Дик» Пэрри (англ. Richard "Dick" Parry; 22 декабря 1942 года, Кентфорк, Суффолк, Англия) — британский саксофонист. Прославился в качестве сессионного музыканта, в частности, на протяжении многих лет сотрудничал с группой Pink Floyd, исполнив сольные партии в композициях «Money», «Us and Them», «Shine On You Crazy Diamond» и «Wearing the Inside Out». Также принимал участие в записи музыкального материала многих других британских исполнителей, в том числе, группы Bloodstone на альбоме Riddle of the Sphinx.

## Карьера
Музыкальная карьера Пэрри началась в 1960-х с группы The Jokers Wild, где он играл вместе со своим другом гитаристом Дэвидом Гилмором. После того как Гилмор перешёл в Pink Floyd, благодаря его рекомендациям Пэрри был приглашён поучаствовать в записи нескольких студийных альбомов этой группы, включая The Dark Side Of The Moon, Wish You Were Here и The Division Bell, в качестве сессионного музыканта. Кроме того, он гастролировал с Pink Floyd в период с 1973 по 1977 годы, на регулярной основе, а также в их мировом турне 1994 года. Помимо этого Пэрри принимал участие в турне группы The Who в 1979—1980 годов как один из членов духовой секции.
Пэрри исполнил партию саксофона в композиции «Celestine» с альбома Big Men Cry группы Banco de Gaia 1997 года.
Пэрри принимал участие в концертах Гилмора 2001 и 2002 годов, один из которых был издан на видео под названием David Gilmour in Concert. Также он участвовал в гастрольном турне музыканта 2006 года, организованном в поддержку его третьего альбома On an Island, по Европе, США и Канаде, исполняя саксофонные партии в песнях «Shine On You Crazy Diamond», «Wearing the Inside Out» и «Then I Close My Eyes» . Записанные по ходу этих гастролей шоу в лондонском Альберт-холле и на судоверфи в Гданьске, позднее были выпущены в качестве концертных фильмов Remember That Night и Live in Gdańsk, соответственно.
Пэрри участвовал в воссоединении Pink Floyd во время Live 8, где сыграл саксофонную партию в композиции «Money». В 2009 году он гастролировал по Европе и Южной Африке с группой Violent Femmes.

## Избранная дискография в качестве саксофониста
Данные взяты с портала AllMusic.
- 1970: J. J. Jackson's Dilemma[англ.] — Джей Джей Джексон[англ.]
- 1970: ...and proud of it![англ.] — Джей Джей Джексон
- 1971: Quiver — Quiver[англ.]

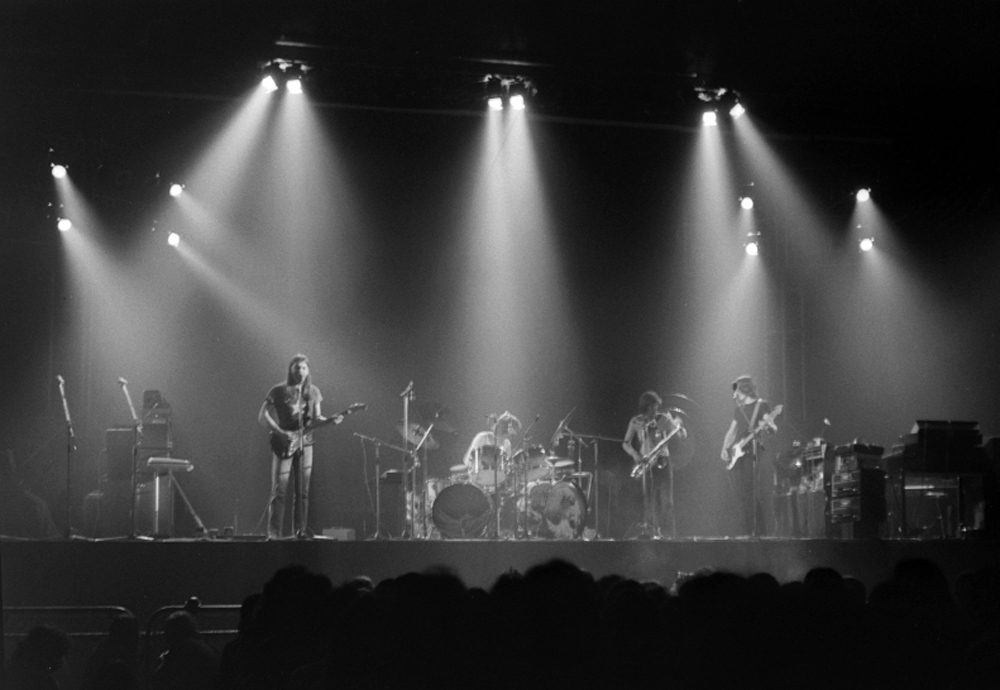
Дик Пэрри (второй справа) на концерте Pink Floyd, 1973 г.

- 1971: Bring it back home — Майк Вернон[англ.] с Рори Галлахером и Питом Уингфилдом
- 1972: Let's Make Up and Be Friendly[англ.] — The Bonzo Dog Doo-Dah Band
- 1972: Transatlantic — Джимми Доукинс
- 1972: Mick the Lad — Мик Грэбхем (Procol Harum)
- 1972: London Gumbo — Лайтнин Слим[англ.]
- 1973: The Dark Side of the Moon — Pink Floyd
- 1973: I’m the Worst Partner I Know — Kazimierz Lux[англ.]
- 1973: Urban Cowboy — Энди Роберт[англ.] (композиция «Elaine»)
- 1974: First of the Big Bands[англ.] — Paice, Ashton & Lord
- 1974: Riddle of the Sphinx — Bloodstone[англ.]
- 1975: Wish You Were Here — Pink Floyd (композиция «Shine On You Crazy Diamond (Part V)»)
- 1975: Mad Dog[англ.] — Джон Энтвисл (The Who)
- 1975: Live 1971—1975 — Les Humphries Singers[англ.]
- 1975: Love is a Five Letter Word — Джимми Уизерспун
- 1975: Fingertips — Дастер Беннетт[англ.]
- 1982: Jinx[англ.] — Рори Галлахер
- 1993: BBC Radio One live in concert — Paice, Ashton & Lord
- 1994: The Division Bell — Pink Floyd (композиция «Wearing the Inside Out»)
- 1995: P.U.L.S.E. — Pink Floyd
- 1998: Big Men Cry[англ.] — Banco de Gaia (композиция «Celestine»)
- 2002: David Gilmour in Concert[англ.] — Дэвид Гилмор — DVD
- 2008: Duchess — Дебора Бонем[англ.]